# Das Wunder von Mailand
Das Wunder von Mailand (auch Wunder von Mailand, Originaltitel: Miracolo a Milano) ist eine italienische Filmkomödie von Vittorio De Sica aus dem Jahr 1951. Der sozialkritische Film mit märchenhaften Elementen basiert auf der Novelle Das Wunder von Bamba (Originaltitel: Totò il buono) von Cesare Zavattini, der auch am Drehbuch mitwirkte. 
Im Jahr 2008 wurde der Fantasyfilm auf die offizielle, vom italienischen Kulturministerium gebilligte Liste „100 erhaltenswerte italienische Filme“ aufgenommen. Die 100 ausgewählten Filme entstanden zwischen 1942 und 1978 und haben das kollektive Gedächtnis Italiens maßgeblich geprägt.

## Handlung
Signora Lolotta, eine alte Dame, findet im Kohl in ihrem Garten ein Findelkind und zieht es wie einen eigenen Sohn auf. Als sie stirbt, muss der junge Totò in ein Waisenhaus, das er erst als junger Mann wieder verlassen wird.
Der naive, freundliche Totò versucht Arbeit in Mailand zu finden, endet jedoch, wie viele andere, in einem Slum am Stadtrand der Metropole. Trotz der trostlosen Verhältnisse dort lässt sich Totò mit seiner positiven Lebenseinstellung nicht unterkriegen. Er gewinnt viele Freunde. Als auf dem Gelände des Slums Öl gefunden wird, sollen die Behausungen abgerissen werden und einer Förderanlage Platz machen. Mit Hilfe einer magischen Taube, die ihm seine verstorbene Pflegemutter – gegen den Willen der himmlischen Autoritäten, verkörpert durch zwei Engel – immer wieder schickt, gelingt es Totò und den Slumbewohnern mit vereinten Kräften, den geplanten Abriss des Viertels zunächst zu verhindern. 
Doch in der realen Welt hat das bescheidene Glück der Slumbewohner keinen Platz. Totò und seine Mitstreiter entfliehen der trostlosen Realität und reiten schließlich vereint auf Besen in den Himmel über Mailand. Dabei singen sie im Chor: „Wir brauchen ein Stück Boden, und sei es noch so klein und dann noch eine Hütte, um glücklich zu sein…“

## Produktion, Hintergrund
Der Film stellt eine Koproduktion von Vittorio De Sica und Cesare Zavattini dar, die schon einige Filme des Neorealismus (z. B. Fahrraddiebe und Schuhputzer) zusammen realisiert hatten. Als sie 1951 nach Mailand kamen, war ihnen die negative Stimmung durch die Konservativen und Progressisten bewusst. Von einigen wurde der Film als zu katholisch und trostbringend bezeichnet, andere bezeichneten ihn als Manifest eines gesellschaftlichen Umsturzes mit kommunistischem Einfluss. „Da sich die realen Zustände nicht gebessert hatten, half nur die Flucht in das Reich der Phantasie“, so Ronald M. Hahn et al.
Für die Aufnahme der Spezialeffekte war Enzo Barboni verantwortlich, der als „E. B. Clucher“ später selbst ein bekannter Regisseur wurde. Gegen Ende des Films fliegen die Darsteller mit Besen, wie sie von Straßenkehrern benutzt werden, durch Mailand. Diese Szene soll Steven Spielberg zu seiner Fahrrad-Flugszene in E.T. – Der Außerirdische (1982) inspiriert haben.

## Veröffentlichung
Der Film, der am 8. Februar 1951 in Italien Premiere hatte, wurde am 11. April 1951 bei den Internationalen Filmfestspielen von Cannes vorgestellt. Im Jahr 1951 lief er zudem in Frankreich, Schweden und den USA an. Der internationale Titel lautet: Miracle in Milan. Im Jahr 1952 wurde er in Portugal, Dänemark, Belgien, Finnland, Spanien (Madrid), im Vereinigten Königreich (London) in Japan und in der Bundesrepublik Deutschland veröffentlicht. In Österreich hatte er im Oktober 1954 Premiere. In der deutschen Demokratischen Republik war er erstmals am 28. Dezember 1978 im Fernsehen (DFF 1) zu sehen. Die ARD zeigte den Film erstmals am 14. Oktober 1962.
In Japan wurde der Film zudem am 24. November 2001 auf der Grande Retrospettiva del Cinema Italiano gezeigt. In Griechenland erfuhr er eine Wiederaufführung im August 2013, in Polen im März 2014 und in Frankreich in einer restaurierten Version im November 2015.
Der Film wurde am 11. Dezember 2015 mit einer deutschen Tonspur innerhalb der Rubrik „Pidax Film-Klassiker“ von der Pidax film media Ltd. (Alive AG) auf DVD veröffentlicht.

## Kritik
Rudolf Oertel hielt in seinem Werk „Macht und Magie des Films“ aus dem Jahr 1959 Das Wunder von Mailand für „allen Kritikern zum Trotz eine der glücklichsten Synthesen von Realität und Märchen, die der Film je hervorgebracht hat.“
Curt Maronde urteilte 1951 für Die Zeit: „Schade, daß diesem Film voll Humor und Satire, bizarrer Einfälle und prachtvoller Fotografie der plausible Untergrund mangelt, den auch eine Fabelwelt nicht entbehren kann. Kintopp ist an sich schon Magie. Wenn nun der Regisseur alle kosmischen Gesetze aufhebt, Esel fliegen und Gespenster reden läßt, so sollte das nur mit René Clairs leichter, virtuoser Hand geschehen. Bei de Sica sind die Ausflüge ins Übersinnliche überdosiert und sprengen die ganze Fabel.“ Maronde gestand dem Film jedoch große Szenen zu: „Totos schüchterne Liebe zu Edvige; Mamma Lolottas Begräbnis; die Armen, die wie Waldtiere im einzigen Sonnenstrahl zusammenrücken, der den Mailänder Nebel wie auf einem Heiligenbild durchbricht; der Obdachlose, der den Preis der gastronomischen Lotterie gewinnt und sein Huhn unter den Hungerblicken der anderen Vagabunden schweigend auffuttert.“ Und abschließend: „Überall, wo de Sica nicht zu gleicher Zeit Soziologe, Politiker, Philosoph und Poet sein will, beweist er sich wieder einmal als Zauberer, der mit hervorragend geführten Darstellern, unter denen sich außer Emma Gramatica (Lolotta) kein einziger ‚Star‘ befindet, ein originelles, mutiges Zeitbild malt.“
Die Begründung der Evangelische Filmgilde, die dem Film im August 1953 die Auszeichnung „Film des Monats“ verlieh, lautete: „Dieser italienische Film, der nach der Novelle ‚Toto il buono‘ von Cesare Zavattini gedreht wurde, ist ein modernes Märchen. Mit dem ihm eigenen sozialen Verantwortungsbewusstsein hat ihn Regisseur de Sica zu einer menschlich und künstlerisch bedeutungsvollen Aussage gemacht. Politisch tendenzlos, die Kraft des reinen Herzens verherrlichend, verdient dieser Film eine besonders eindringliche Empfehlung.“
Die Deutsche Welle meinte, mit dem Film habe de Sica „die ernst-melancholischen Pfade des italienischen Neorealismus, jener Filmästhetik, die nach dem Ende des Zweiten Weltkriegs die Menschen im zerstörten Europa in all ihrem Elend [gezeigt habe], verlassen. Heute wirk[e] der Film wie ein sozialistisches Märchen, eine Mischung aus magischem Realismus und utopischer Politparabel. Man soll[]e sich aber nicht täuschen und glauben, dass sich die Zustände, der Abstand zwischen Arm und Reich, 65 Jahre nach Entstehung des Films zum Besseren gewendet hätten. Vielleicht in Europa, nicht aber in den meisten anderen Teilen der Welt. Insofern [dürfe] man ‚Das Wunder von Mailand‘ immer noch als einen sehr aktuellen Film bezeichnen“.
Bei wissen.de heißt es: „De Sica gelingt mit diesem Film formal und inhaltlich ein anrührendes Meisterwerk, dessen märchenhafte Züge den Neorealismus überwinden. Sein Film ist eine Parabel auf die Notwendigkeit, die Gegensätze zwischen Arm und Reich in den westlichen Industrieländern zu überwinden.“

„Ein Loblied auf Güte und Hilfsbereitschaft, reich an poetischen und humanen Werten. Eines der unvergänglichen Meisterwerke der Filmkunst.“

„Vielleicht der beste Film, den ich je sah. Bei knapper Schilderung, straffes Konzept und folgerichtig. Und: sehr komisch!“

## Auszeichnungen (Auswahl)
- 1951: Grand Prix der Internationalen Filmfestspiele von Cannes in der Kategorie „Bester Film“
- 1951: New York Film Critics Circle Award in der Kategorie „Bester ausländischer Film“
- 1951: Nastro d’Argento des Sindacato Nazionale Giornalisti Cinematografici Italiani für Produktionsdesigner Guido Fiorini